# Solieria nitens
Solieria nitens är en tvåvingeart som först beskrevs av Robineau-desvoidy 1830.  Solieria nitens ingår i släktet Solieria och familjen parasitflugor.
Artens utbredningsområde är Frankrike. Inga underarter finns listade i Catalogue of Life.